# RMS Aquitania
Aquitania byla britský čtyřkomínový zaoceánský parník. Po postavení dvou lodí RMS Lusitania a RMS Mauretania se společnost Cunard Line rozhodla pojistit svou dominantní pozici v Atlantiku třetí lodí. Poslední z dvanácti čtyřkomínových lodí, které brázdily Atlantik, byla RMS Aquitania, již postavili v loděnici John Brown and Company v Clydebanku pod dohledem admirality Royal Navy. Ta ji chtěla v případě války použít jako pomocný křižník. Navrhl ji konstruktér Leonard Peskett. Při konstruování se konstruktéři inspirovali u lodí třídy OLYMPIC od konkurenční White Star Line. Šlo hlavně o luxusní vybavení a prostornost lodě, která byla pro lodě třídy OLYMPIC vlastní.
Stavba byla zahájena v prosinci 1910. Loď byla spuštěna na vodu 21. dubna 1913 a byla pokřtěna paní Alicí Stanley. Na první plavbu vyplula po počátečních zkouškách 30. května 1914. Patřila k nejoblíbenějším lodím své doby a přezdívalo se jí „Ship Beatiful“ (krásná loď).

## První světová válka
Začátkem 1. světové války měla sloužit jako pomocný křižník a už v září 1914 začala sloužit jako transportní loď. Na jaře 1915 se účastnila výsadkové operace v Dardanelách. Později sloužila jako nemocniční loď HMHS Aquitania ve Středomoří, ale už v roce 1916 byla opět používána jako transportní loď a při jedné plavbě převezla přes 8000 mužů.

## Meziválečné období
Na první poválečnou plavbu ze Southamptonu do New Yorku vyplula 14. června 1919. Po návratu z plavby se ukázalo, že je třeba ji modernizovat. Kotle byly proto přestavěny na spalování mazutu a upraveny byly všechny vnitřní prostory. Aquitania byla tou dobou jedna z nejlépe vybavených lodí. Na linku ze Southamptonu do New Yorku se vrátila v srpnu 1920 a v té době si získala velkou oblibu cestujících.
Za Velké hospodářské krize podnikala levné výletní plavby do Středozemního moře. V roce 1933 byla podrobena tříměsíční přestavbě a její výkony byly stále obdivuhodné. V roce 1935 uvízla na mělčině na řece Test, ale při příštím přílivu se ji za pomoci deseti remorkérů podařilo uvolnit. Po výměně lodních šroubů v roce 1936 stále dosahovala rychlosti 24 námořních uzlů. V té době byla nasazena na atlantické lince společně s novou RMS Queen Mary.

## Druhá světová válka
Aquitania měla být v roce 1940 vyřazena a nahrazena novou RMS Queen Elizabeth, ale se začátkem 2 světové války byly tyto plány zrušeny. Začátek války ji zastihl v New Yorku, kde čekala na další příkazy. Poté ještě v barvách Cunard Line doplula do Sydney, aby se stala jako v 1. světové válce transportní lodí.
V listopadu 1941 se Aquitania, již nově přemalována do šedé barvy, nacházela v Singapuru. Později se nepřímo podílela na potopení australského lehkého křižníku HMAS Sydney, jenž byl potopen německým křižníkem Kormoran, který byl v bitvě také potopen. Kormoran s nejvyšší pravděpodobností čekal právě na Aquitanii.
Kapitán Aquitanie po doplutí na místo bojů zachránil i přes porušení rozkazu několik námořníků, ale jenom z Kormoranu, protože potopení křižníku Sydney nepřežil ani jediný muž. Druhou světovou válku přežila Aquitania bez úhony a v jejím průběhu najezdila po světových mořích přes 926 tisíc kilometrů.

## Poválečné období
V Royal Navy sloužila Aquitania až do roku 1948 a po krátkých úpravách se téhož roku vrátila na svou atlantickou linku. Rozebrána byla koncem roku 1950 ve Faslane ve Skotsku. Aquitania byla ve službě 36 let.

## Obrazová galerie

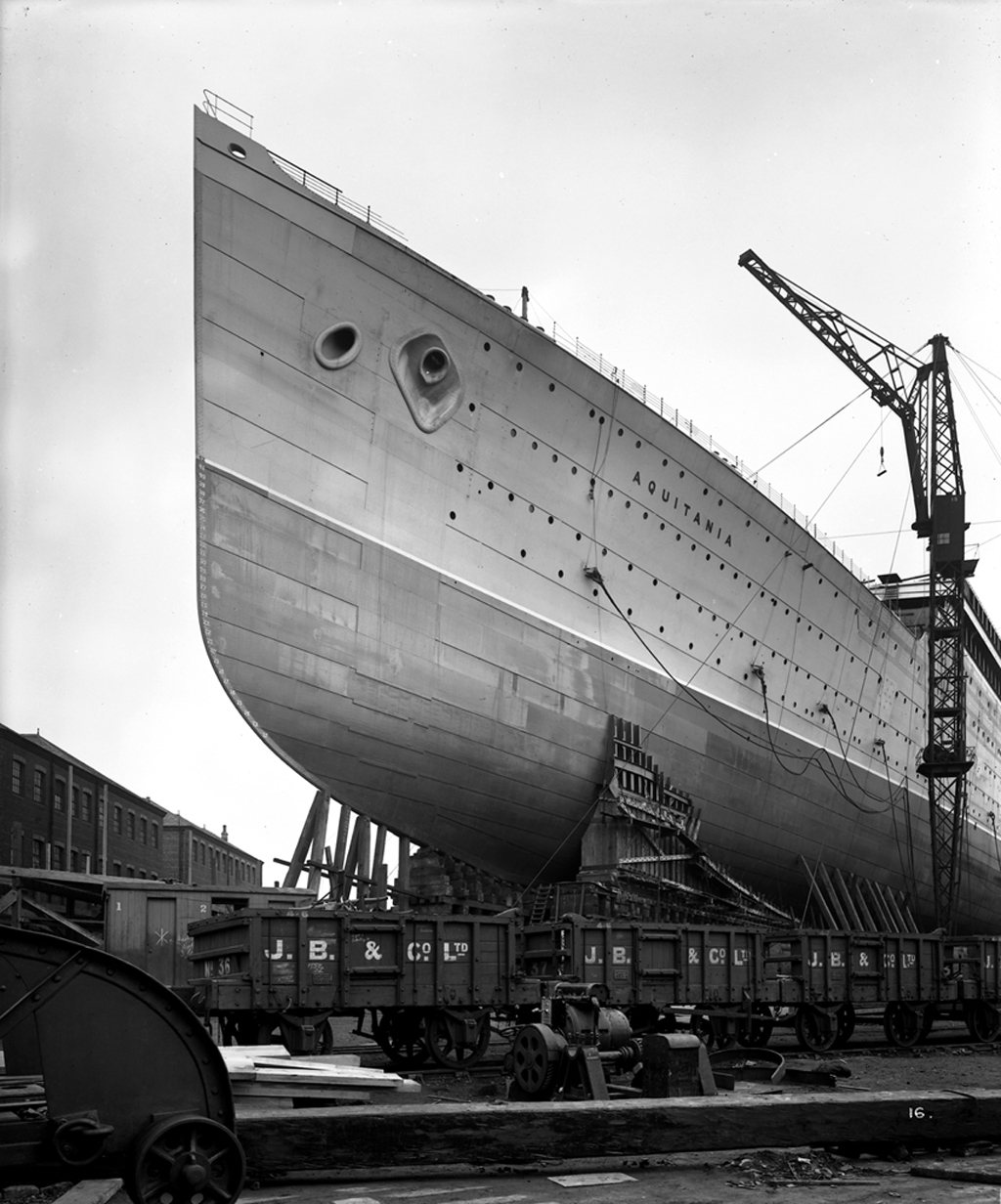
RMS Aquitania krátce před spuštěním na vodu
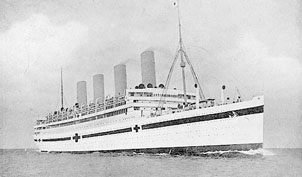
HMHS (His Majesty Hospital Ship) Aquitania jako nemocniční loď v období 1. světové války
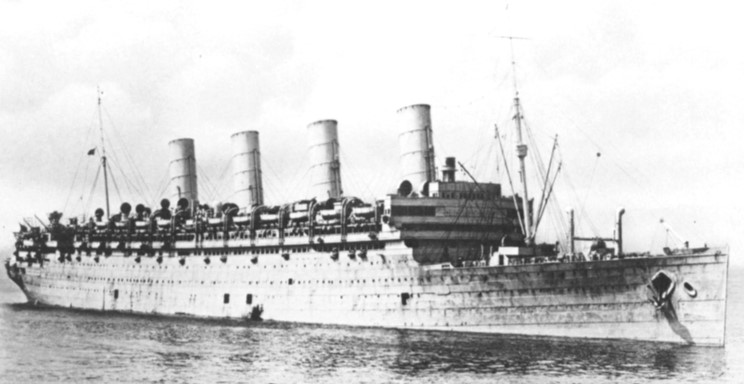
Aquitania ve vojenské šedé barvě za 2. světové války
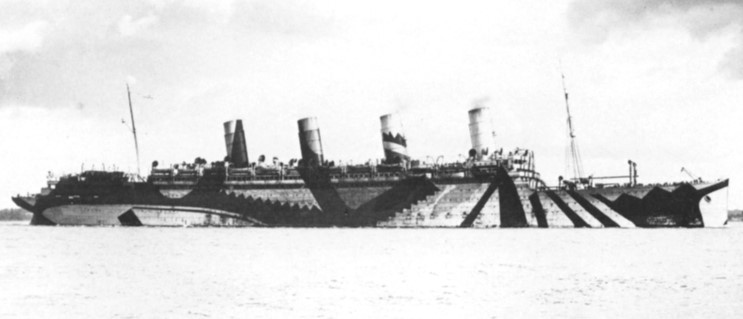
Aquitania jako transportní loď v období 1. světové války v maskovacím nátěru
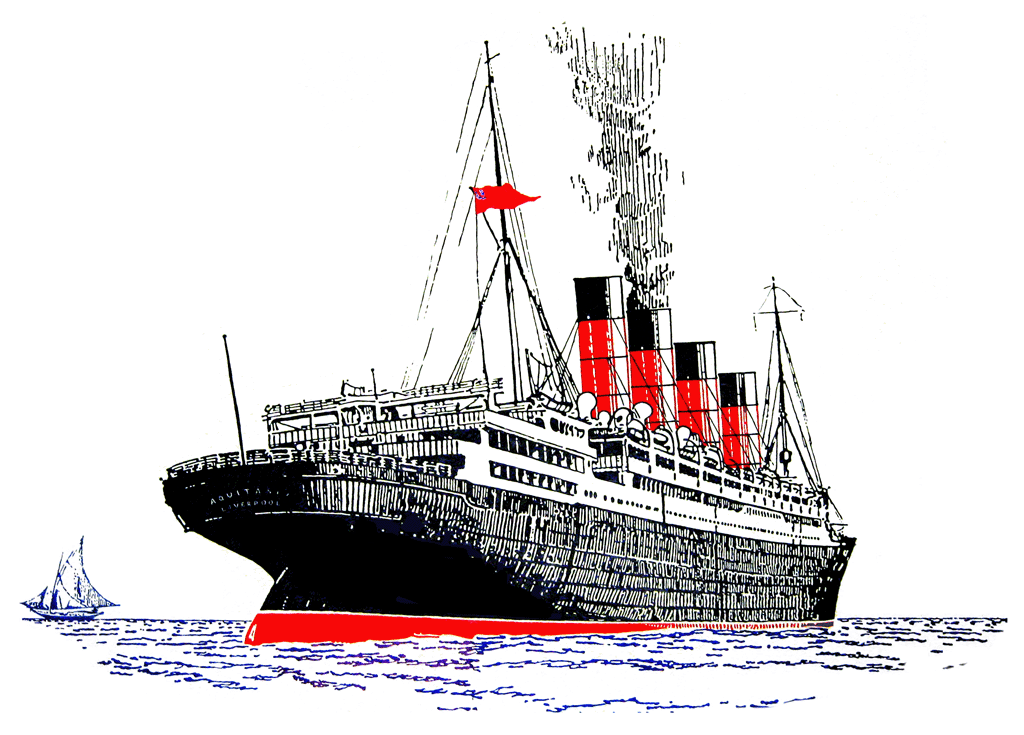
Malba Aquitanie